# Dryopteris sarvelii
Dryopteris sarvelii är en träjonväxtart som beskrevs av Fraser-jenk. och Jermy. Dryopteris sarvelii ingår i släktet Dryopteris och familjen Dryopteridaceae. Inga underarter finns listade.